# 17886 Ramazan
17886 Ramazan este o planetă minoră (asteroid), cu un diametru de 2,953 km, din centura de asteroizi. A fost descoperită pe 12 februarie 1999 la Magdalena Ridge Observatory⁠(d) de Lincoln Near-Earth Asteroid Research. 
Obiectul prezintă o orbită caracterizată de o semiaxă mare de 2,1652438 UAi, o excentricitate de 0,05, o înclinație de 2,6786 ° în raport cu ecliptica.